# Odontomyia profuscata
Odontomyia profuscata är en tvåvingeart som beskrevs av Steyskal 1938. Odontomyia profuscata ingår i släktet Odontomyia och familjen vapenflugor. Inga underarter finns listade i Catalogue of Life.